# Castelo de Clagny

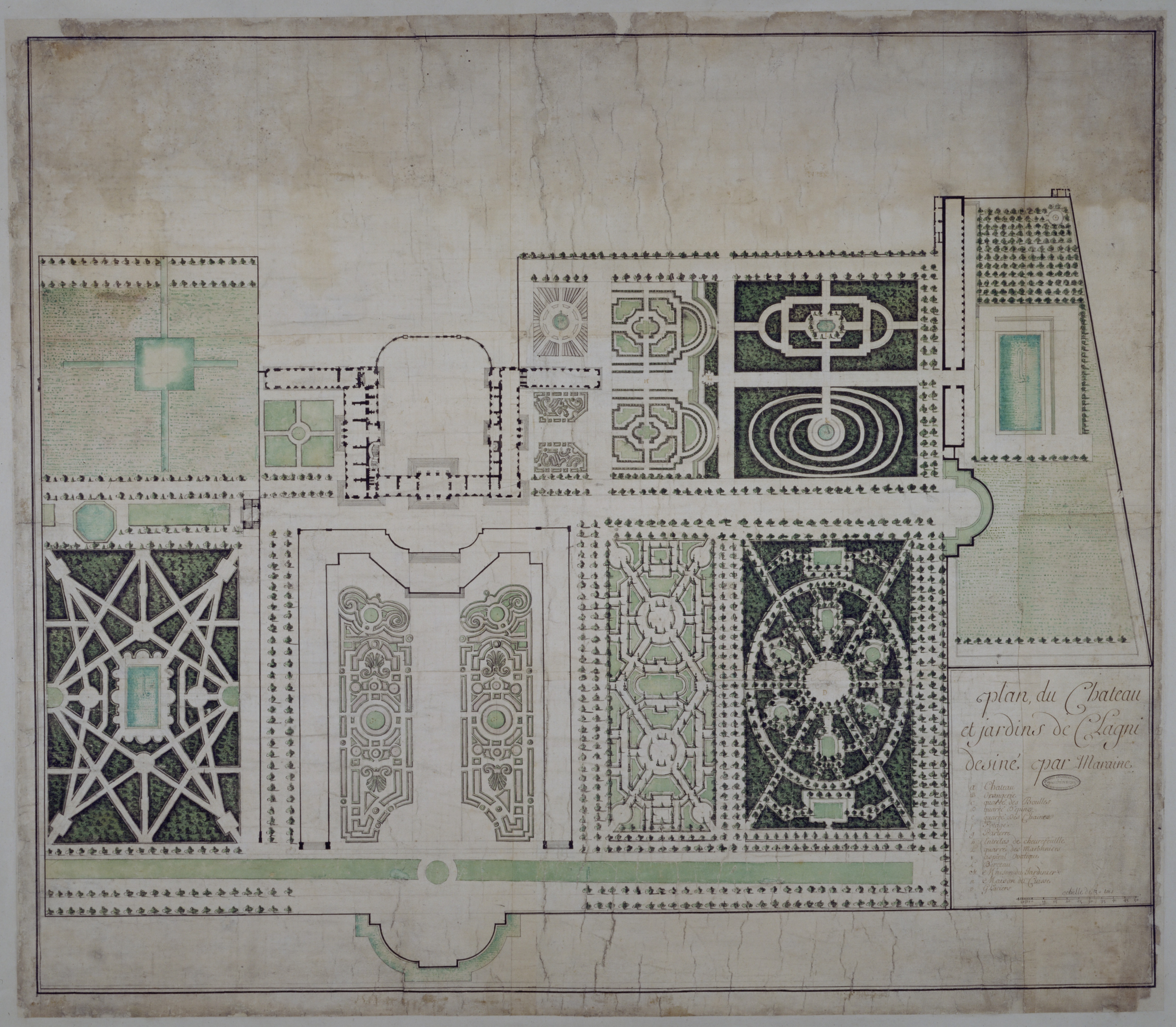
Planta do Château de Clagny e dos seus jardins.

O Château de Clagny foi um palácio rural da França situado a Nordeste do Château de Versailles. Foi desenhado por Jules Hardouin-Mansart para Françoise-Athénaïs, a Madame de Montespan, entre 1674 e 1680. Apesar de ter sido uma das mais importantes residências privadas desenhadas por este arquitecto, foi destruída menos de um século depois. A sua aparência só pode ser traçada a través de gravuras feitas sobre ele, e referências dispersas nos arquivos das "Construções do Rei".

## Madame de Montespan e o Château de Clagny

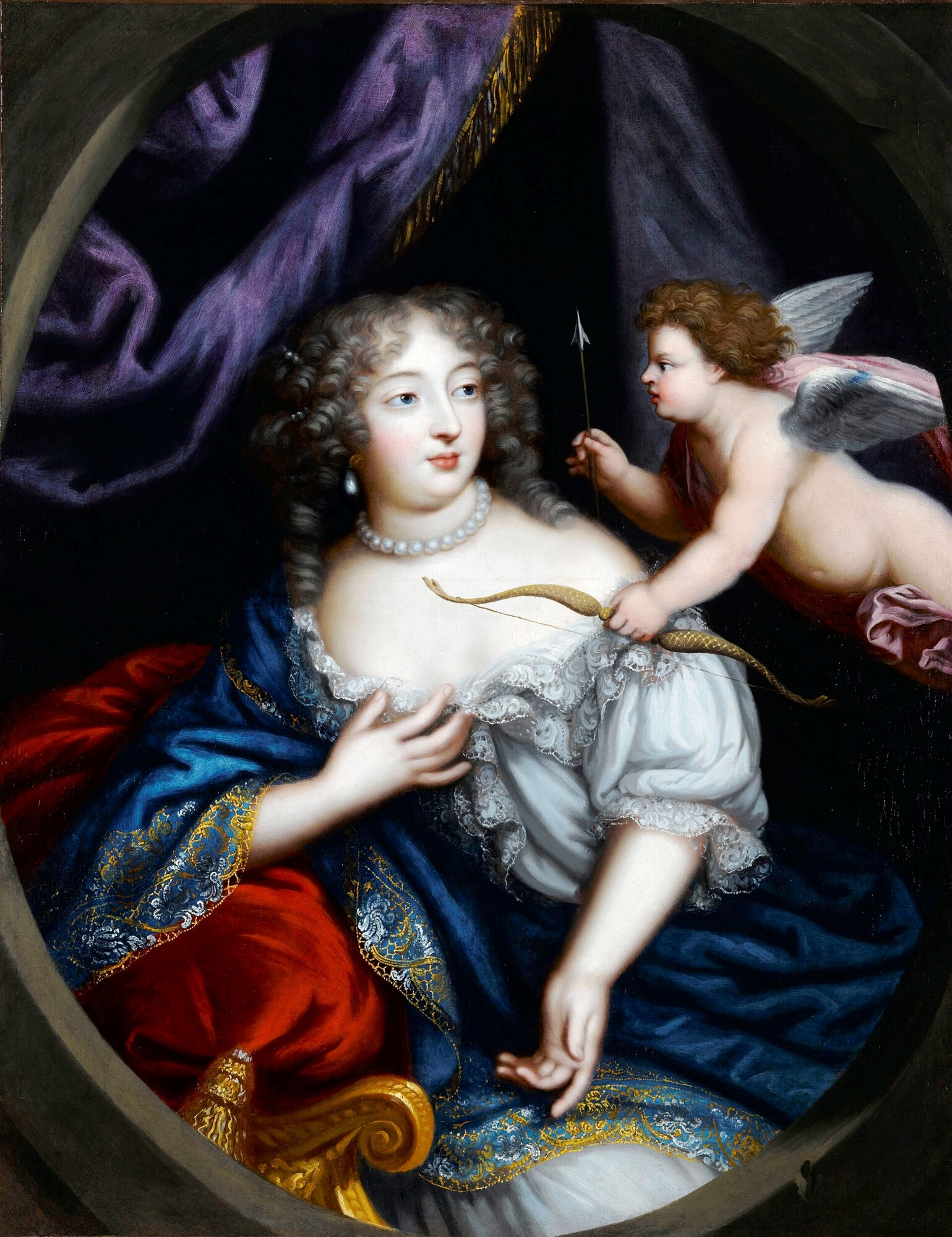
A Marquesa de Montespan, proprietária do Château de Clagny.

Luís XIV comprou o domínio de Clagny ao Hôpital des Incurables (Hospital dos Incuráveis) de Paris, em 1665. No dia 22 de Maio de 1674, o filho de Colbert, Jean-Baptiste Colbert, Marquês de Seignelay submeteu à apreciação do Rei uma planta desenhada pelo jovem Mansart, o qual havia construído o Château de Vaux-le-Vicomte para o desgraçado ministro de Luis XIV, Nicolas Fouquet. O Rei encaminhou para a Madame de Montespan a decisão mas, no dia 12 de Junho foi ordenado que as obras começassem imediatamente. Madame de Montespan estava ansiosa por começar a plantar os campos nesse mesmo Outono. André Le Nôtre foi encarregado de esboçar os campos. Em Agosto de 1675, a Marquesa de Sévigné visitou Clagny, o qual descreveu à sua filha da seguinte forma:
Estivemos em Clagny, e o que posso dizer-lhe acerca disso? É um palácio de Armida; o edifício ergue-se à vue d’oeil, os jardins já estão feitos. Você sabe o que Le Nôtre é. Deixou crescer um pouco de madeira escura, o que é muito agradável; e a seguir vem um pequeno bosque de laranjeiras em grandes baldes: você pode dar um passeio neste bosque, o qual tem avenidas sombrias, e existem cercas de ambos os lados, cortadas à altura do peito, para esconder os baldes, e estes estão cheios de tuberosos, rosas, jasmim, e cravos. Esta novidade é certamente a mais bonita, mais surpreendente e arrebatadora do que se pode imaginar, e o pequeno bosque é muito apreciado.
A orangerie, onde as pequenas laranjeiras passavam o Inverno em Clagny, era um exemplo admirável por si, pavimentada com mármore. Nos jardins cabinets de verdure (armários de verdura) em forma de nichos contendo esculturas foram anexados aos densos bosques, amparadas com estruturas para compensar as suas esparsas bases.
O retrato de Madame de Montespan foi pintado por Henri Gascard, reclinada num canapé barroco, as suas cortinas mantidas elevadas por cupidos entalhados, com a galeria abobadada de Clagny visivel por trás dela — uma peça de arquitectura tão grande que seria digna de qualquer Rei. Cerca de 1680, Adam-Frans van der Meulen pintou uma paisagem, de uma Promenade en calèche (passeio em caleche) com Luís XIV, a Rainha, Madame de Montespan e o Delfim com a sua Delfina, o qual inclui num único coup d'oeil (vislumbre) Versailles e Clagny, mostrando quão próximos os dois palácios estavam situados.
A Marquesa de Montespan ficou comprometida numa caso que envolvia bruxarias e uma tentativa de envenenamento de Luís XIV, tendo sido então abandonada pelo Rei e trocada pela Madame de Maintenon, a qual foi ocupando o palácio pouco a pouco, até que em 1685 o monarca lhe fez uma oferta formal, em parte devido ao filho natural de ambos, o seu amada Duque do Maine. Em Junho de 1692 a Madame de Maintenon deixou tudo ao seu filho e deu entrada num mosteiro.

## Madame de Montespan
Aquando da morte da Marquesa de Montespan, em 1707, o Duque do Maine herdou Clagny, seguido mais tarde pelo seu neto, o Príncipe de Dombes, o último da sua linhagem. O palácio reverteu para a Coroa em 1766.
Nessa época o château, o qual Madame de Sévigné estimara ter custado pelo menos dois milhões de livres (antiga moeda francesa) e ter mantido 1.200 trabalhadores ocupados, sofreu durante anos de negligência, estando virtualmente abandonado durante quarenta anos, e sofrendo de umidade devido ao seu estado. O quartier nouveau (quarteirão novo) da cidade de Versailles estendeu-se até à fronteira do domínio de Clagny, encostando o seu canto Norte entre o palácio e o lago do seu parque. Em 1734, depois de um episódio de "fièvre paludéenne" (febre palúdica), possivelmente malária, no quarteirão de Nossa Senhora de Versailles, foi decidido drenar o lago e depois enchê-lo, em 1736.
Quando Clagny reverteu para o seu uso, Luís XV alienou onze hectares da margem do domínio e ofereceu-os à Rainha, para o convento que esta construía segundo desenhos de Richard Mique. O palácio foi condenado à demolição em 1769. Algumas das suas pedras de revestimento foram usadas na construção do "Couvent des Ursulines" (Convento das Ursolinas - construído entre 1767 e 1772, segundo desenhos de Richard Mique), e outras pedras encontraram utilidade em residências palacianas particulares ao longo do novo boulevard de la Reine (Boulevard da Rainha), aberto ao longo do parque em 1772. O parque viria a ser, mais tarde, subdividido durante o Segundo Império.